# Isca (fiica lui Haran)
Isca (ebraică יִסְכָּה Yiskāh) este fiica lui Haran și nepoata lui Avraam. Este de asemenea sora lui Lot și al lui Milca.  Numele ei stă la baza numelui englezesc Jessica.